# Darxide
Darxide är ett TV-spel till spelkonsolen Sega 32X. Darxide släpptes enbart i Europa och var en av de sista spelen som kom till 32X. Spelet skulle egentligen varit Sega Neptunes huvudtitel, men projektet avbröts och spelet var klart. Sega släppte därför en mycket liten utgåva av spelet år 1996.
I samlarkretsar är Darxide ett av de dyraste 32X-spelen.